# Agena
|  | Per a altres significats, vegeu «Hadar». |

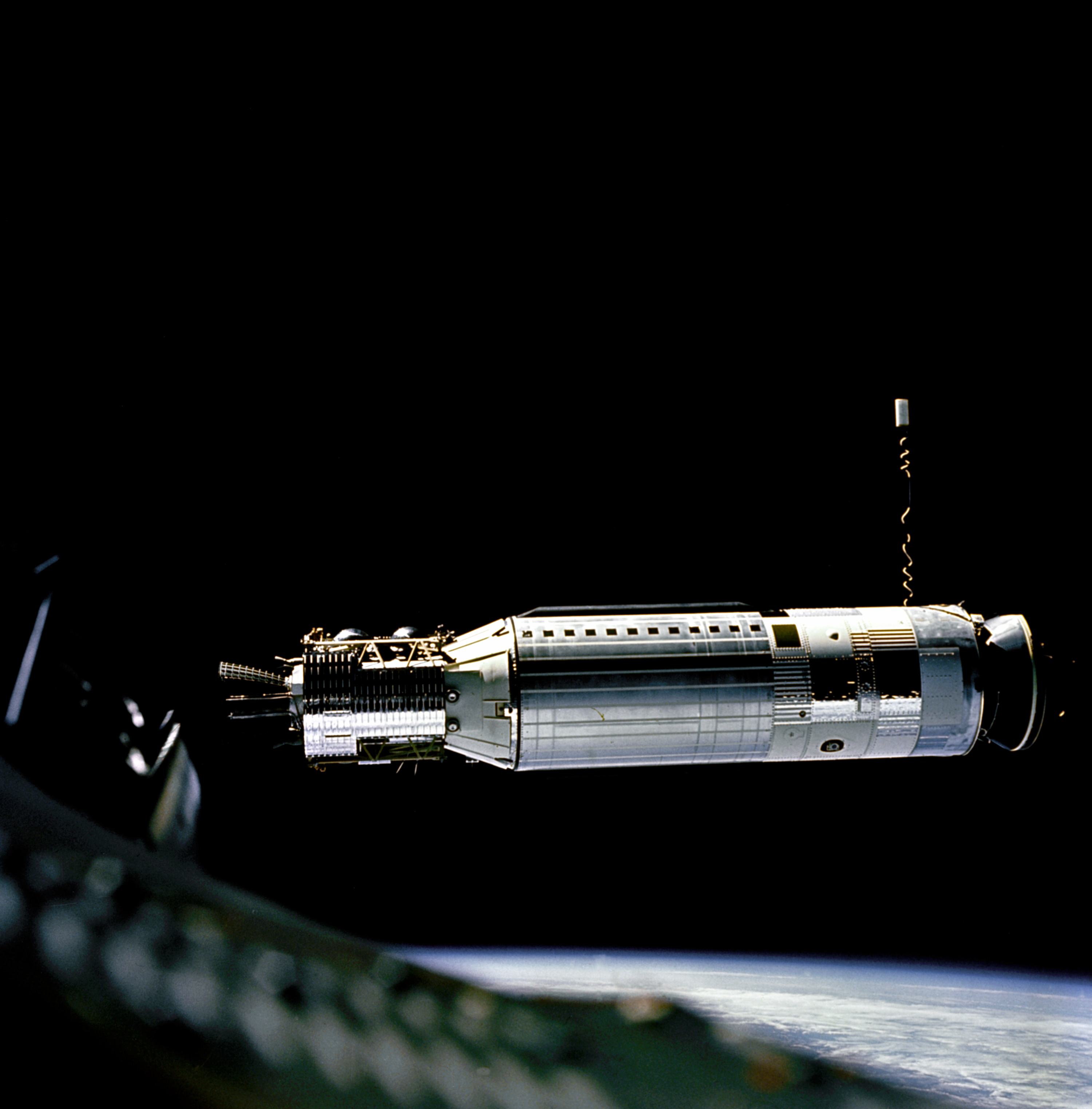
El tram Agena del Gemini 10 (1966)

L'Agena (designat com RM-81 per les Forces Aèries dels Estats Units) era el tram superior de coet dissenyada per l'empresa Lockheed pel programa de satèl·lits de reconeixement WS-117L dels Estats Units.
Des de l'any 1959 fins a 1971 fou el més utilitzat com tram superior. Ha sigut combinat amb quatre versions del Thor, amb l'Atlas i amb el Titan 3B. La NASA l'utilitzà com a objectiu dels Gemini per l'acoblament en òrbita i el Departament de Defensa com satèl·lit portador de càrregues.
Deu el seu èxit a la possibilitat de ser encès i apagat diverses vegades gràcies als combustibles líquids, amb capacitat de canviar d'òrbita, reorientació i precisió en la reentrada. Com satèl·lit ha fracassat en 30 dels 300 llançaments efectuats, i com tram superior ha fallat en 2 dels 45 intents.
Té forma cilíndrica, amb una longitud de 7,1 metres i 1,5 de diàmetre. Pesa 770 quilograms (6800 kg amb el combustible) i produeix un impuls de 7250 kg gràcies al seu motor Bell 8096.

## Agena B
L'Agena B fou una versió millorada de l'Agena, amb un motor Bell 8081 capaç de múltiples enceses a l'espai. Portava el doble de propel·lent que la versió anterior. La seva configuració canviava segons la càrrega útil.

## Agena D
L'Agena D era una versió estandarditzada de l'Agena B. També era capaç de múltiples enceses i podia ser utilitzat en coets Atlas, Thor o Titan.